# Stefan (Gordějev)
Stefan (světským jménem: Sergej Ivanovič Gordějev; * 5. července 1966, Čeboksary) je ruský pravoslavný duchovní Ruské pravoslavné církve a biskup kanašský a belovolžský.

## Život
Narodil se 5. července 1966 v Čeboksarech.
Po střední škole pokračoval ve studiu na technickém učilišti, kterou skončil roku 1984.
V letech 1984-1987 sloužil v řadách Sovětské armády.
V letech 1987-1995 studoval na Moskevském duchovním semináři a na Moskevské duchovní akademii, kterou dokončil s titulem kandidáta bohosloví.
Dne 5. dubna 1996 byl rektorem akademie biskupem verejským Jevgenijem (Rešetnikovem) postřižen na monacha a přijal mnišské jméno Sergej. Dne 10. dubna byl rukopoložen na hierodiakona a 19. května na jeromonacha.
V září 1996 byl jmenován prorektorem Čeboksarského duchovního učiliště a roku 2000 byl povýšen na igumena.
Dne 5. října 2011 byl Svatým synodem zvolen biskupem alatyrským a vikarijním biskupem čeboksarské eparchie.
Dne 14. října 2011 byl povýšen na archimandritu.
Dne 22. prosince 2011 bylo oficiálně jmenován a 25. prosince proběhla v chrámu svatého mučedníka Nikity v Moskvě jeho biskupská chirotonie. Světiteli byli patriarcha moskevský Kirill, metropolita krutický a kolomenský Juvenalij (Pojarkov), metropolita saranský a mordvinský Varsonofij (Sudakov), metropolita čeboksarský a čuvašský Varnava (Kedrov), arcibiskup verejský Jevgenij (Rešetnikov), biskup ulan-udenský a burjatský Savvatij (Antonov), biskup solněčnogorský Sergij (Čašin), biskup krasnoslobodský a těmnikovský Kliment (Rodajkin) a biskup ardatovský a aťaševský Veniamin (Kirillov).
Dne 4. října 2012 byl Svatým synodem ustanoven biskupem biskupem kanašským a jantikovským.
Dne 27. května 2022 mu byl Svatým synodem změněn titul na biskupa kanašského a belovolžského.

## Řády a vyznamenání

### Církevní vyznamenání
- 2016 – Řád přepodobného Serafima Sarovského III. stupně